# عبد اللطيف بن العز بن عبد السلام
عبد اللطيف بن عبد العزيز بن عبد السلام وهو ولد الشيخ العز بن عبد السلام، وروى عن ابن اللَّتِّيّ، وتفقه على والده، وتميز في الفقه والأصول، حتى صار فقيهاً، وكان يَعرف تصانيف والده معرفة حسنة، كما يدرس سيرته، وكتب جانباً من ذلك، مما نقله عنه العلماء، واقتبس كثيراً منه ابن السبكي وغيره، وتوفي بالقاهرة سنة 695هـ.

## نسبه
‌عبد ‌اللطيف ‌بن ‌عبد ‌العزيز ‌بن ‌عبد ‌السلام، الفقيه محيي الدين بن الشيخ عز الدين بن عبد السلام السلمي الدمشقي الشافعي. وقال تقي الدين ابن قاضي شهبة: هو ‌عبد ‌اللطيف ‌بن ‌عبد ‌العزيز ‌بن ‌عبد ‌السلام، المغربي الأصل، المصري الفقيه، محيي الدين بن الشيخ عز الدين بن عبد السلام.

## مولده
ولد سنة ثمان وعشرين وستمائة، وكان أفضل إخوته. فقيه شافعي، مفسر، أصله من دمشق، استوطن أبوه (الملقب بسلطان العلماء) القاهرة، فنشأ هو بها.

## آثاره
- تفسير القرآن.[5]
- إيضاح الكلام فيما جرى للعزّ بن عبد السلام في مسألة الكلام: وضمّن ابن السُّبكي قسمًا وافرًا منها في ترجمة العزّ في طبقات الشافعية الكبرى.[6]

## طلبه للعلم
روى عن ابن اللتي، وطلب الحديث بنفسه بالقاهرة وقرأ على الشيوخ، فكان أفضل الإخوة، وهو من بينهم صاحب القريحة والهمة والنخوة، قرأ الفقه وتميز، وانزوى إلى زاوية العلماء وتحيز، وكان يعرف تصانيف والده جيداً، ولم يكن عن معرفة غيرها متحيداً؛ ولم يزل على حاله إلى أن لقي عبد السلام من ربه سلاماً، ولم يسمع محادثه منه كلاماً.
وقال تقي الدين ابن قاضي شهبة: وطلب الحديث بنفسه وقصد الشيوخ وتفقه على والده قال الذهبي وكان أفضل إخوته قرأ الفقه والأصول وتميز وكان يعرف تصانيف والده معرفة حسنة.

## وفاته
توفي بالقاهرة في شهر ربيع الآخر سنة خمس وتسعين وستمائة. 
وقال الصفدي: وتوفي سنة ست وتسعين وست مئة، وقيل: سنة خمس.